# Rostbröstad tyrann
Rostbröstad tyrann (Leptopogon rufipectus) är en fågel i familjen tyranner inom ordningen tättingar.

## Utseende och läte
Rostbröstad tyrann är en rätt liten men gänglig och långstjärtad tyrann. På ansikte och bröst syns tydlig roströd anstrykning och på vingarna två rostfärgade vingband. I övrigt är den olivgrön ovan och ljusgul på buken. Lätet är ett högljutt gnisslande.

## Utbredning och systematik
Fågeln förekommer i Anderna från Colombia till östra Ecuador, västra Venezuela och norra Peru. Den behandlas som monotypisk, det vill säga att den inte delas in i några underarter.

### Familjetillhörighet
Arten placeras traditionellt i familjen tyranner. DNA-studier visar dock att Tyrannidae består av fem klader som skildes åt redan under oligocen, pekar på att de skildes åt redan under oligocen, varför vissa auktoriteter behandlar dem som egna familjer. Rostbröstad tyrann med släktingar placeras då i Pipromorphidae.

## Levnadssätt
Rostbröstad tyrann hittas i molnskogar på 1500 till 2400 meters höjd. Där ses den enstaka eller i apr, vanligen som en del av kringvandrande artblandade flockar.

## Status
Arten har ett stort utbredningsområde och beståndet anses vara stabilt. Internationella naturvårdsunionen IUCN listar den därför som livskraftig (LC).